# Alex Wyse (cantante)
Alex Wyse, in precedenza noto come Alex W, pseudonimo di Alessandro Rina (Turate, 16 giugno 2000), è un cantautore italiano.

## Biografia
Nato e cresciuto a Turate, in provincia di Como e proveniente da una famiglia di origini siciliane. Appassionato alla musica fin da piccolo, durante l'adolescenza ha iniziato un percorso formativo all'estero presso lo Chesterton Community College a Cambridge, in Gran Bretagna, proseguendo gli studi presso il British and Irish Modern Music Institute (BIMM) di Londra, dove si è diplomato nel 2019. Una volta rientrato in Italia, ha intrapreso la carriera da cantante facendosi conoscere con il nome d'arte di "Alex Wyse".
Nel settembre 2021 ha partecipato ai provini della ventunesima edizione del talent show musicale in onda su Canale 5 Amici di Maria De Filippi, accedendo poi alla fase iniziale. Nel febbraio 2022 ha ottenuto l'accesso alla fase serale del programma e nel maggio seguente ha raggiunto la finale, dove si è classificato secondo nella categoria canto e ha ottenuto il premio Oreo. Contemporaneamente alla partecipazione ad Amici ha pubblicato il suo primo EP, Non siamo soli, certificato disco d'oro, in cui sono stati racchiusi i singoli Sogni al cielo (certificato anch'esso disco d'oro), Accade, Senza chiedere permesso e Non siamo soli.
Il 4 novembre 2022 ha pubblicato il suo album di debutto, Ciò che abbiamo dentro, che successivamente è stato certificato disco d'oro dalla FIMI per le oltre 25 000 unità vendute. Dall'album sono stati estratti i brani Mano ferma, uscito il 21 ottobre, e Dire, fare, curare, uscito il 20 gennaio 2023 in collaborazione con Sophie and the Giants. Nello stesso anno ha pubblicato i singoli Un po' di te e La mia canzone per te, quest'ultimo brano scritto con Ermal Meta. Nel 2024 ha pubblicato i singoli Gocce di limone e Amando si impara.
Nel 2024 ha partecipato al concorso canoro Sanremo Giovani con il brano Rockstar, con il quale è riuscito a qualificarsi per la sezione "Nuove proposte" del Festival di Sanremo 2025, dove si è piazzato al secondo posto nella finale tenutasi il 13 febbraio nel corso della terza serata. Il 2 maggio è uscito il suo nuovo singolo Batticuore.

## Discografia

### Album in studio
- 2022 – Ciò che abbiamo dentro

### EP
- 2022 – Non siamo soli

### Singoli
- 2021 – Sogni al cielo
- 2022 – Accade
- 2022 – Senza chiedere permesso
- 2022 – Non siamo soli
- 2022 – Mano ferma
- 2023 – Dire, fare, curare (feat. Sophie and the Giants)
- 2023 – Un po' di te
- 2023 – La mia canzone per te
- 2024 – Gocce di limone
- 2024 – Amando si impara
- 2024 – Rockstar
- 2025 – Batticuore

## Programmi televisivi
- Amici di Maria De Filippi (Canale 5, 2021-2022) - concorrente

## Partecipazioni a manifestazioni canore
- Festival di Sanremo (Rai 1)
  - 2025 – 2º posto sezione "Nuove proposte" con Rockstar
- Sanremo Giovani (Rai 1)
  - 2024 – Finalista con Rockstar

## Riconoscimenti
- Amici di Maria De Filippi
  - 2022 – Premio Oreo[11]